# トヨタ・S型エンジン (初代)
トヨタ・S型エンジン（トヨタ・Sがたエンジン）は、トヨタ自動車工業（現・トヨタ自動車）が製造していた水冷直列4気筒ガソリンエンジンの系列である。

## 概要

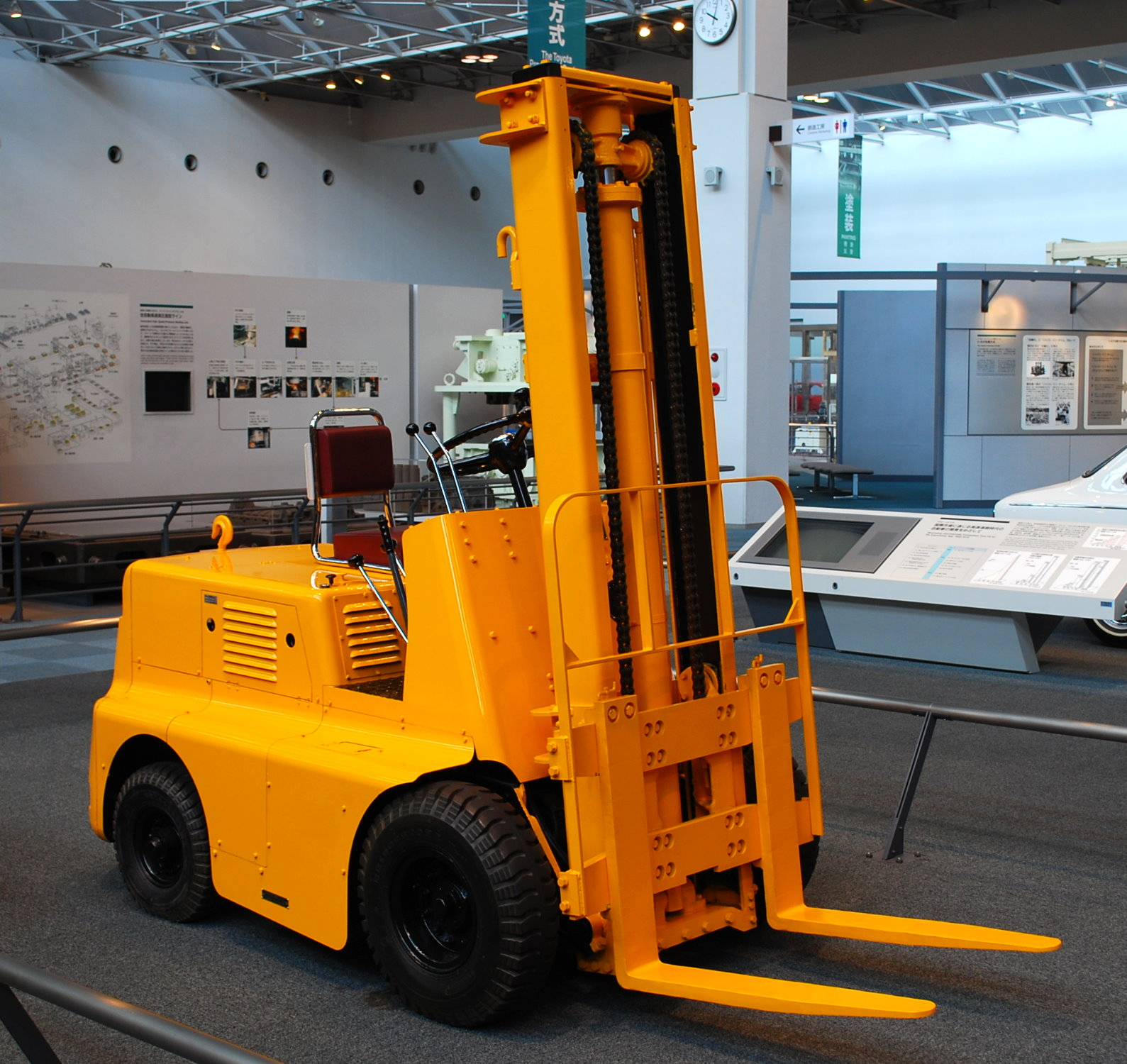
1956年式豊田自動織機・LA型フォークリフト

S型エンジンは、トヨタが戦前に参入を果たせなかった小型自動車向けに設計された同社初の小排気量エンジンであり、「S型」の命名由来は「スモール・エンジン」の頭文字から取られていた。開発は敗戦後間もない1945年末に開始され、試作エンジンは翌1946年秋には完成したが、当時の小型自動車規格は750cc級であり、連合国軍最高司令官総司令部により自動車の生産が禁止されていた時期でもあった事から、当初は市場投入の予定は無い研究用エンジンであった。しかし、1947年に小型自動車規格が4ストロークは1500cc、2ストロークは1000ccまでに排気量が拡大された事もあり、日本車市場の再生と共に市場投入が図られた経緯を持つ。試作段階では1200ccとする案も存在したが、「キリが良い数字である」という理由により、市販エンジンは1000ccとされたという。
トヨタはシボレーエンジンをベースとしたトヨタ最初のエンジンA型（1935年-）から一貫して動弁機構はOHVを採用してきており伝統ともいえるものだったが、本エンジンではフラットヘッドと呼ばれるサイドバルブ（SV、または側弁式）となり、動弁機構としてはある種の「先祖返り」となった。本エンジンの開発は1945年9月頃に設計着手、翌年3月頃に設計完了、同年9月に現物完成と、戦後混乱期の資材や設備が欠乏する状況下において、簡易さと堅実さが要求されたため、サイドバルブとせざるを得なかったためである。本エンジン以降にトヨタではサイドバルブエンジンは作られなかったため、本エンジンがトヨタで唯一のサイドバルブエンジンとなる。
各部の構造は英国フォードが1932 - 1937年に製造したベビーフォード（en:Ford Model Y）、主要諸元と性能はドイツ・アドラーが1936 - 1941年に製造したトランプ・ジュニア（en:Adler Trumpf Junior）のエンジンをリバースエンジニアリングし参考にしている。
このような経緯で登場したS型エンジンだが、エンジン全体の設計を比較すると、戦前の1938年式ダットサン17型の7型エンジンや、1936年式オオタ自動車工業・OC型フェートンのN-7型エンジンが、クランクシャフトは両端部のみを支持する2ベアリング式、水冷機構はウォーターポンプを持たないサーモサイフォン方式、潤滑機構がオイルポンプとはねかけ式潤滑の併用式だったのに対して、S型エンジンはクランクシャフト中央にもベアリングを持つ3ベアリング式、水冷機構はウォーターポンプを有する強制循環式、潤滑機構は全圧送方式を採用し、クランクケースブリーザーも採用される等、戦前の同クラスの車種と比較して長足の洗練を遂げた面もあったものの、動弁機構の旧弊さ故に1947年の登場当初から出力性能の限界が指摘されている状況であった。
1948年には1,500ccの直列4気筒サイドバルブのP型エンジン(後のトヨタ・P型エンジンとは無関係)を試作するも最大出力は40馬力で頭打ちとなった為に、1951年には動弁系をオーバーヘッドバルブに変更したトヨタ・R型エンジンの試作を開始し、1953年よりS型エンジンとの置き換えが行われるに至った。なお、トヨペット・SKB型などの商用車へのS型エンジンの採用は、R型エンジンの登場に伴い乗用車向けの需要が終息し、製造設備が遊休化してしまった事が影響しており、これ以降S型エンジンの生産は豊田自動織機が担当する事となった。S型エンジン採用の商用車は、オート三輪からの乗り換え需要も相まって売上げは好調で、1956年のSK10型トヨエースは月産2,000台を記録した程であった。
1957年登場のST10型トヨペット・コロナに搭載されたS型エンジンは、改良を重ねた結果最大出力は33馬力/4500rpm、最大トルクは6.5kg・m/2,800rpmまで向上したが、ST10型コロナはOHVエンジンを採用するダットサン・210に販売面で苦戦を強いられ、1959年にはOHVに全面改良されたP型エンジン搭載のPT10型へのマイナーチェンジが実施され、S型エンジンは乗用車用エンジンとしての採用が終了した。商用車としての採用も、1959年3月発売開始のSK20型トヨエースが、同年10月にP型エンジンに換装されたPK20型にマイナーチェンジした事により終了した。
一方、フォークリフトの分野ではS型エンジンは1950年代中頃より神鋼電機、日本輸送機、東洋運搬機等へOEM供給される形で採用が広まっており、豊田自動織機も1956年にS型エンジン採用のLA型フォークリフトを市場投入、1965年に3P型エンジンが投入されるまでトヨタ製フォークリフトの主力エンジンとして用いられた。
なお、S型エンジンはレーシングカー用エンジンとして採用された記録が残されている。1950年の小型自動車競争法施行に伴い、トヨタは1951年に「敗戦により発生した欧米との技術格差を取り戻し、小型エンジンの信頼性の向上を図る」事を目的として、当時トヨタ自動車販売へと転身していた豊田喜一郎の指揮の下、トヨタ自販の整備士達が中心となりトヨペット・SD型乗用車のシャーシをベースに前後重量配分を50:50とし、27馬力仕様のS型エンジンを採用したトヨペット・レーサーを2台試作した。トヨペット・レーサーは最高時速150km/h以上を記録しており、1952年1月より船橋オートレース場で開始されたオートレース四輪車部門への参戦を企図していたが、同年3月の喜一郎の急逝などの影響により実際にレースに参戦する事は無かったとされている。試作1号車は大阪トヨタ自動車、試作2号車は愛知トヨタ自動車が車体製作を担当したが、四輪オートレース参戦計画の頓挫後は車体の所在も不明となり、僅かな資料が残されたのみで車体が現存しない事から、後述の復元計画が開始されるまでトヨタ社内ですらその存在を知る者が殆どいない状態であったという。
2018年、トヨタは同社所属のカーデザイナーである布垣直昭による豊田章男への建言が契機となりトヨペット・レーサーの復元が構想され、2020年に正式に復元計画が開始された。2台の試作車が共に現存しない事から、トヨタ博物館と新明工業に1基ずつ現存していたS型エンジンをレストアし、シャーシやトランスミッションは現存する図面や写真を元に新規製作する事により、2021年10月に試作2号車の復元車両が完成。交通安全センター「モビリタ」テストコースでの最高速度試験にて時速100km/hの達成を確認した後、富士モータースポーツミュージアムにて一般公開される事となった。

## 系譜
- エンジン型式一覧の自動車用エンジンの系譜を参照。

## 型式
- 1947年10月登場
- ガソリンエンジン
- 水冷直列4気筒SV（サイドバルブ）

## 搭載車種
- （初）トヨペットSA型セダン（トヨタ初の量産小型乗用車）
- （初）トヨペットSB型小型トラック
- トヨペットSC型セダン
- トヨペットSD型セダン
- トヨペットSF型セダン
- トヨペット・カストムSHK/SHN型[18]
- トヨペットSG型小型トラック
- トヨペットSKB型小型トラック
- 初代トヨエース（SK10）
- 2代目トヨエース（SK20）
- 初代トヨペット・コロナ（ST10）
- 初代トヨペット・コロナライン（ST16V）
- 豊田自動織機・LA型フォークリフト
- 神鋼電機・FGS-22型フォークリフト(ガス・エレクトリック方式)
- 日本輸送機・1T型フォークリフト
- 東洋運搬機・FTG-275型フォークリフト
- トヨペット・レーサー試作1号車、同2号車(1951年)
- トヨペット・レーサー試作2号車復元車(2021年)